# James William Guercio
James William Guercio, en ocasiones Jim Guercio, nacido en 1945, en Chicago (illinois), es un productor, guitarrista y compositor norteamericano, conocido sobre todo por haber descubierto al grupo Chicago, cuyos primeros álbumes produjo. También ha producido a otras bandas, como Blood, Sweat & Tears (con quienes obtuvo un Grammy), The Beach Boys o The Buckinghams.
Trasladado a Los Ángeles en 1960, se convirtió en un reputado músico de sesión y compositor, contribuyendo entre otros, en el primer disco de Frank Zappa. 
En el verano de 1968, Guercio se convierte en mánager y productor del grupo Chicago, por aquel entonces llamado Chicago Transit Authority, y mientras están grabando su primer álbum, The Chicago Transit Authority, también produce el segundo álbum del grupo Blood, Sweat & Tears, Blood, Sweat & Tears.
En 1973 entró en la producción de cine con el filme Electra Glide in Blue (en España llamada La piel en el asfalto), cuya banda sonora también coordinó. Guercio produjo también una película del protagonista de Electra Glide, Robert Blake, Second-Hand Hearts, en 1981. Era propietario, además, de los Estudios Caribou, donde han grabado gente como Billy Joel, Rod Stewart, Carole King, Stephen Stills, Waylon Jennings, Amy Grant y Supertramp, aunque en 1985 un incendio acabó con él.